# Ejes del avión

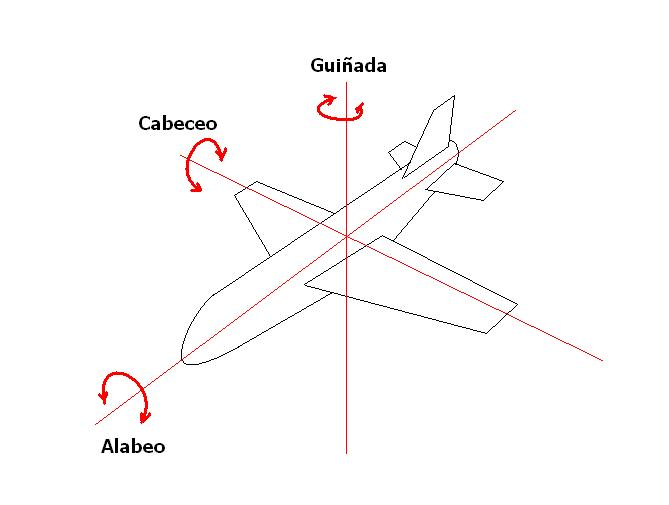
Los tres ejes de rotación principales de una aeronave.

Cualquier aeronave es capaz de rotar alrededor de tres ejes perpendiculares entre sí, cuyo punto de intersección está situado sobre su centro de gravedad; son el eje transversal (o lateral), el longitudinal y el vertical.
En la mayoría de aeronaves estas rotaciones suelen efectuarse mediante las superficies de control, que son las partes móviles representadas en las animaciones (abajo, en el margen derecho). También existen aeronaves que controlan su orientación total o parcialmente mediante el empuje vectorial, es decir, variando la dirección del sistema de propulsión. En helicópteros son los controles cíclico y colectivo los que, modificando el ángulo de ataque de las palas o la inclinación del rotor principal, producen el alabeo y el cabeceo, respectivamente. La guiñada se controla a través del rotor de cola en los que lo tienen, variando su potencia o el ángulo de ataque de sus palas. En los de rotor coaxial, se hace variando el paso o la potencia de cada hélice por separado. Por último, las naves espaciales tienen toda una serie de sistemas para controlar su orientación: impulsores direccionales, giroscopios, bobinas magnéticas, volantes de inercia, etc.

## Eje lateral

El cabeceo es una rotación respecto del eje transversal del avión que atraviesa las alas, producida por los timones de profundidad.

El eje lateral o transversal es un eje imaginario que se extiende de punta a punta de las alas del avión. El movimiento que realiza el avión alrededor de este eje se denomina cabeceo.
El piloto, desde la cabina de vuelo, es capaz de modificar la orientación respecto a este eje a través del timón de profundidad. 
Al tirar de la palanca de mando hacia atrás (hacia el piloto) se produce un aumento del ángulo de ataque y elevación del morro del avión y, al empujarlo hacia adelante, se produce una bajada del mismo.

## Eje longitudinal

El alabeo es una rotación respecto del eje longitudinal, producida por los alerones.

El eje longitudinal es un eje imaginario que se extiende desde la nariz a la cola del avión. El movimiento que realiza el avión alrededor de este eje se denomina alabeo o balanceo.
Las superficies de mando del alabeo son los alerones. Al girar la palanca de mando, se produce la deflexión diferencial de los alerones: al tiempo que el alerón de una de las alas sube, el alerón de la otra ala baja, siendo el ángulo de deflexión proporcional al grado de giro de los cuernos de mando.
El alerón que se ha flexionado hacia abajo, produce un aumento de sustentación en su ala correspondiente, provocando el ascenso de la misma, mientras que el alerón que es flexionado hacia arriba, produce en su ala una disminución de sustentación, motivando el descenso de la misma. 
El piloto, en caso de querer inclinarse hacia la izquierda, giraría los cuernos de mando hacia la izquierda, haciendo que el alerón derecho descendiera elevando así el ala derecha, y simultáneamente el alerón izquierdo se flexionaría hacia arriba, produciendo una pérdida de sustentación en el ala izquierda y por tanto su descenso.

## Eje vertical

La guiñada es una rotación respecto del eje vertical del avión, producida por el timón de dirección.

El eje vertical es un eje imaginario que, pasando por el centro de gravedad del avión, es perpendicular a los ejes transversal y longitudinal y sigue la dirección del hilo de la plomada. Este eje está contenido en un plano que pasa por el centro de gravedad desde arriba hacia abajo. Es a la vez perpendicular al plano del suelo y también perpendicular a la dirección habitual de movimiento de un vehículo. Eje vertical hace un ángulo recto tanto con el eje longitudinal como con el eje transversal. El movimiento que realiza el avión alrededor de este eje se denomina guiñada.
Los movimientos de rotación alrededor del eje vertical en el caso de una aeronave o de un barco se denomina «guiñada», ya que se asemeja al gesto de un ojo que se hace con los párpados indicando ahora a un lado ahora al otro. La superficie de mando de la guiñada es el timón de cola o timón de dirección de deriva vertical. El control sobre el timón de dirección se realiza mediante los pedales. Para conseguir un movimiento de guiñada hacia la derecha, el piloto presiona el pedal derecho, generando así un giro de la superficie del timón de dirección hacia la derecha.
Para una guiñada hacia la izquierda, se presiona el pedal izquierdo, basculando la superficie del timón de dirección hacia la izquierda. Al ofrecer más resistencia al avance por este lado, el aparato tiende a retrasar su parte izquierda y avanzar la derecha y por tratarse de una estructura rígida el resultado es un giro a la izquierda sobre el eje vertical mencionado.
La guiñada puede ocurrir de forma involuntaria en vuelo o en tierra. En vuelo puede ser causada por una ráfaga de viento lateral o por irregularidades aerodinámicas debidas al pilotaje. En casos extremos se puede llegar a la autorrotación, que origina la barrena. La guiñada en tierra puede ser provocada, además de por las causas citadas, por la diferente resistencia al avance entre una y otra rueda debida a la superficie del terreno o a una frenada irregular que puede provocar un "caballito", incidente en el que el aparato sufre una guiñada rápida de 90° o más, con peligro de rotura de un ala.
Etimológicamente, hay una acepción náutica del término "guiñada", de la que se deriva la acepción aeronáutica. La RAE la define como "desvío accidental o involuntario de la nave con relación al rumbo que lleva".